# SJ Dm3
Les Dm et Dm3 sont des locomotives électriques suédoises. 4 modèles numérotées EL 12 ont été commandées par les chemins de fer norvégiens, NSB.

## Historique
Elles ont été construites entre 1953 et 1971 pour tracter de lourds trains de minerai de fer sur la ligne entre Narvik en Norvège et Lulea en Suède sur laquelle se trouvent les mines de Kiruna. Couplables en 2 (Dm) ou 3 éléments, (Dm3) elles étaient capables de décoller des trains de 5 200 tonnes. 
À partir de 1993, le trafic et le matériel sont repris par Malmtrafik i Kiruna AB, l'entreprise minière. À partir de 2000, les locomotives IORE, plus puissantes et modernes entrent en service. Les Dm3 fonctionnent jusqu'en 2004.

## Caractéristiques
Ces locomotives sont équipées de moteurs qui transmettent leur puissance aux roues par des bielles d'accouplement, un système semblable à celui des locomotives à vapeur.